# Pinacia ocellata
Pinacia ocellata là một loài bướm đêm trong họ Noctuidae.